# Sparkassen Cup 1997
Lo Sparkassen Cup 1997 è stato un torneo femminile di tennis giocato sul sintetico indoor. È stata l'8ª edizione del torneo, che fa parte della categoria Tier II nell'ambito del WTA Tour 1997. Si è giocato a Lipsia in Germania, dal 22 al 28 settembre 1997.

## Campionesse

### Singolare
Jana Novotná ha battuto in finale  Amanda Coetzer con il punteggio di 6–2, 4–6, 6–3

### Doppio
Martina Hingis /  Jana Novotná hanno battuto in finale  Yayuk Basuki /  Helena Suková con il punteggio di 6–2, 6–2